# تعلقه رهری
تعلقه رهری (به انگلیسی: Rohri Taluka) یک تعلقه یا تحصیل در پاکستان است که در ایالت سند واقع شده‌است.